# Teiuș
Teiuș là một thị xã thuộc hạt Alba, România. Dân số thời điểm năm 2002 là 7279 người.